# Alonella dentifera
Alonella dentifera är en kräftdjursart som beskrevs av Sars 1901. Alonella dentifera ingår i släktet Alonella och familjen Chydoridae. Inga underarter finns listade i Catalogue of Life.